# Lemebel
Lemebel es una película documental chilena, dirigida por Joanna Reposi Garibaldi y lanzada en 2019. La película es un retrato sobre el influyente poeta chileno Pedro Lemebel, su actividad artística iniciada durante la dictadura militar, el recuerdo de su madre, y la lucha contra el cáncer que finalmente hizo que falleciera en 2015.
La idea de desarrollar un documental biográfico surge en el año 2000, cuando Joanna Reposi conoce a Pedro Lemebel durante una participación del poeta en el programa El show de los libros de Televisión Nacional de Chile, en la cual Reposi realizó diferentes fotografías de sus performances. Posteriormente proyectó dichas imágenes en distintos lugares de Santiago, lo cual agradó a Lemebel y se contactó con la directora para realizar una ejecución similar para una película.
El filme tuvo su estreno teatral el 8 de febrero de 2019 en el 69° Festival Internacional de Cine de Berlín, en donde ganó el Premio Teddy como mejor película documental LGBT. Ganó la competencia nacional en el Santiago Festival Internacional de Cine (Sanfic) 2019 y también recibió una mención honrosa en el festival de cine LGBT OutfestPerú de 2020. El 29 de agosto de 2020 el documental fue estrenado en televisión abierta, al ser emitido en horario prime en TVN.